# Mongolonyx
Il mongolonice (gen. Mongolonyx) è un mammifero carnivoro estinto, appartenente agli acreodi. Visse nell'Eocene superiore (circa 40 – 35 milioni di anni fa) e i suoi resti fossili sono stati ritrovati in Mongolia e in Cina.

## Descrizione
Questo animale doveva essere piuttosto robusto e dall'aspetto simile a quello di un orso, dotato però di una lunga coda. Il cranio era particolarmente grande, e nella specie di maggiori dimensioni (Mongolonyx robustus) era lungo almeno 52 centimetri (o forse 60). Comparando gli scarsi resti fossili di Mongolonyx con quelli di animali simili ma più conosciuti, come Mesonyx, si può supporre che l'altezza al garrese di M. robustus fosse di circa 1,3 – 1,4 metri. La lunghezza era di circa 2,8 metri esclusa la coda e il peso poteva arrivare a 300-400 chilogrammi. Una specie più piccola, M. dolichognathus, era grande circa il 15-20% in meno. In generale, Mongolonyx era un predatore dalle mascelle robuste e forti, anche se leggermente meno potenti di quelle di altri acreodi giganteschi come Harpagolestes e Mongolestes.  
Mongolonyx si distingueva da acreodi più basali come Dissacus e Mesonyx per i denti di dimensioni maggiori; erano inoltre assenti i cingula sui denti superiori e non vi è traccia di metaconide sui trigonidi dei molari inferiori. Rispetto al grande Harpagolestes, vi erano differenze anche nella disposizione di protoconide e paraconide. Al contrario del successivo Mongolestes, Mongolonyx conservava il terzo molare superiore e possedeva una mascella più dritta, slanciata e meno profonda. 
Infine, i canini inferiori di questo animale erano molto vicini uno all'altro, una caratteristica che distingue Mongolonyx da tutti gli altri acreodi (tranne forse Pachyaena). 

## Classificazione
Mongolonyx venne descritto per la prima volta nel 1966, sulla base di resti cranici e della dentatura ritrovati in Mongolia Interna, nella  zona nota come Irdin Manha. La specie tipo è M. dolichognathus, derivata probabilmente da una forma di dimensioni maggiori (M. robustus), descritta da Dashzeveg nel 1976 e proveniente da terreni un poco più antichi.  
Mongolonyx fa parte dei mesonichidi, un gruppo di ungulati arcaici dalle attitudini predatorie, comprendenti i primi grandi predatori del Cenozoico. Mongolonyx, in particolare, è un membro tardivo del gruppo, essendo apparso alla fine dell'Eocene, ed è considerato uno dei mesonichidi più derivati, affine all'ancor più recente Mongolestes. Un possibile precursore di questi due animali è Mesonyx, ben noto grazie a fossili provenienti dal Nordamerica, ma vissuto anche in Asia.

## Paleoecologia
Nel corso dell'Eocene si ridussero le aree boschive e iniziarono a diffondersi spazi aperti simili a savane. I discendenti di Mesonyx aumentarono le dimensioni e raggiunsero la taglia di grandi leoni attuali. La forza del morso di Mongolonyx doveva essere notevole, ed è probabile che questo animale fosse in grado di frantumare le ossa delle prede. Tra gli animali vissuti nello stesso ambiente di Mongolonyx vi erano grandi erbivori come i brontoteri (Protitan), iracodonti (Forstercooperia) e pantodonti (Eudinoceras).  Era inoltre presente un'insolita fauna di carnivori giganti, come il presunto acreode Andrewsarchus, il creodonte Sarkastodon e il triisodontide Paratriisodon.